# Camphill
Camphill-bevægelsen blev grundlagt i Skotland i 1939. En gruppe krigsflygtninge med den østrigske læge Karl König i spidsen startede en skole for børn med specielle behov. Da børnene var færdige med skolegangen, var der behov for en boform, hvor de fortsat kunne udvikle sig som mennesker og den første Camphill-landsby blev til. Inspirationen kom i stor grad fra Rudolf Steiners antroposofi.
Camphill-landsbyerne er bo- og arbejdsfælleskaber, hvor "normale" mennesker bor sammen med psykisk udviklingshæmmede unge eller voskne.
De udviklingshæmmede er beskæftiget efter evne med huslige gøremål, skovbrug, biodynamisk landbrug og gartneri, og på værksteder som f.eks bageri, væveri, pottemageri, snedkerværksted ol.
Kultur såsom foredrag, musik, teater og fejring af højtiderne står også centralt i Camphill-landsbyerne.
Der findes ca. 100 Camphill-landsbyer og -skoler fordelt på alle kontinenter. De fleste ligger i Europa og USA.